# サムソン・クツワダ
サムソン・クツワダ（Samson Kutsuwada）こと轡田 友継（くつわだ ともつぐ、1947年5月1日 - 2004年10月12日）は、日本の元大相撲力士、元プロレスラー。北海道江別市出身。
大相撲時代は朝日山部屋に所属、四股名は二瀬海（ふたせうみ）、最高位は幕下23枚目。プロレス転向後は日本プロレスを経て全日本プロレスに所属し、サムソン・クツワダをリングネームに大型のパワーファイターとして活躍した。

## 来歴
1962年1月場所にて轡田の四股名で初土俵、1964年1月場所で二瀬海に改名したものの伸び悩み、幕下23枚目の番付となった1967年9月場所限りで廃業した。なおこの9月場所は休場しており、実質土俵を務めたのは同年の7月場所限りである。
大相撲を正式に廃業する前の1967年8月25日に日本プロレスへ入門し、以降ジャイアント馬場の付き人となる。大木金太郎がプロデュースした1971年の韓国遠征では覆面レスラーのタイガーマスクに扮して人気を博し、大木、上田馬之助、リップ・タイラーの4者によるリーグ戦に出場。上田とタイラーから勝利を収めるも、最終戦で大木に敗れ優勝を逸した。
1972年10月には全日本プロレスの旗揚げに参加、10月21日の旗揚げ前夜祭ではダッチ・サベージ、翌22日の両国・日大講堂での旗揚げ第1戦ではドン・デヌーチと対戦した。翌1973年4月、オーストラリアに遠征。日本軍将校の軍服をコスチュームに、東條英機にあやかったヒロ・トージョーのリングネームでヒールとして活躍。ナチス・ギミックのワルドー・フォン・エリックと日独戦犯コンビを結成し、5月13日にロン・ミラー&ラリー・オーディのジ・オーストラリアンズからNWAオーストラ＝アジアン・タッグ王座（豪亜タッグ王座）を奪取。7月にマーク・ルーイン&スパイロス・アリオンにタイトルを奪われ一旦は帰国するが、10月に高千穂明久（後のザ・グレート・カブキ）と共に再び渡豪。ヒト・トージョーこと高千穂とのトージョー・ブラザーズで活躍し10月19日にルーイン&アリオンから豪亜タッグ王座を奪還、翌1974年1月26日にオーストラリアンズに敗れるまで戴冠した。
日本でも高千穂との豪州遠征コンビで活動し、1976年10月21日にジェリー・オーツ&テッド・オーツからアジアタッグ王座を奪取、元王者チームのグレート小鹿と大熊元司の極道コンビや覆面タッグチームのザ・クルセーダーズ（ビリー・レッド・ライオン&デューイ・ロバートソン）を相手に2回の防衛に成功した。1977年11月に同王座が国際プロレスに流出した際も、高千穂と組んで王者チームのマイティ井上&アニマル浜口に挑戦した。シングルではチャンピオン・カーニバルの第1回大会から第5回大会まで、5年連続で出場している。
1977年末、ジャンボ鶴田を誘って新団体設立に自ら動いたが、その事が発覚して全日本プロレスを解雇された。クツワダのこの裏事情は解雇当時は公表されず、平成になってからザ・グレート・カブキのインタビューにより明らかとなった。
その後はプロレス界との関わりを絶っていたが2003年10月26日、全日本プロレスの日本武道館大会において社長就任2年目を迎えた武藤敬司にリング上で花束を贈呈。公の場に久々に姿を見せた。
2004年10月12日、急性骨髄性白血病のため死去した。57歳没。

## 得意技
- アトミック・ドロップ[1]
- シュミット式バックブリーカー
- 河津掛け落とし
- ドロップキック

## 獲得タイトル
- NWA豪亜タッグ王座：3回（w / ワルドー・フォン・エリック、ヒト・トージョー、レス・ロバーツ）[5]
- アジアタッグ王座：1回（w / 高千穂明久）[6]

## 音楽
- 帰って来いよ／涙を捨てて（歌：サムソン・クツワダ、作詞：中山大三郎、作曲：市川昭介、編曲：北野ひろし）フィリップス/日本フォノグラム FS-1855、1975年発売